# سوفي بيفان
سوفي بيفان (بالإنجليزية: Sophie Bevan)‏ هي مغنية ومغنية أوبرا بريطانية، ولدت في 1983 في مقاطعة سومرست في المملكة المتحدة.

## وصلات خارجية
- سوفي بيفان على موقع ميوزك برينز (الإنجليزية)
- سوفي بيفان على موقع أول ميوزيك (الإنجليزية)
- سوفي بيفان على موقع ديسكوغز (الإنجليزية)